# 中國電器科學研究院
中國電器科學研究院股份有限公司（上交所：688128，简称：中国电研，扩位简称：中国电器研究院），中國機械工業集團有限公司屬下機構。

## 历史
是在1958年成立，主要業務家用电器及其相关器件的生产、检测成套装备，粉末、油漆涂装生产线，电镀、铝型材氧化着色生产线，废水、废气处理设备，电站励磁系统及电源设备，电池试验和检测成套设备，特种粉末涂料、油漆涂料、成套试验装备、精细化工材料及电工绝缘材料，家电控制器、电工仪器仪表等产品的开发、生产和销售，現任董事長馬堅。
1999年，被中國機械工業集團有限公司收購本集團，已被國務院批准。